# Lex Luthor
Lex Luthor er en fiktiv skurk fra historiene om Superman. Han havde sin debut den 23. april 1940.
I de første 50 år af Superman historie var Lex en gal, skaldet og genial videnskabsmand. Han har utrolige evner inden for opfindelser, og kan fremstille hvilken som helst maskine. Verdensherredømme er hans mål og han hader Superman og forsøger at dræbe ham. Da John Byrne genskabte Superman i forbindelse med 50 årsdagen, forandrede han på en række ting, deriblant Lex Luthor. Eftertidens Lex er en rig forretningsmand som har verdensherredømme som mål. Alle tror han er en respektabel og lovlydig borger, hvor det kun er Superman, der kender til hans forbryderiske sind. I nogen historier er han præsident i USA.
Lex er med i TV-serien Smallville. I pilotafsnitet af Smallville blev Lex reddet af Clark Kent da han kørte udover en bro. Siden da har de været venner, men Lex er blevet ondere og ondere som årene er gået.
I filmene om Superman spilles han af Gene Hackman (i filmen Superman Returns portræteres han af Kevin Spacey), i tv-serien Lois & Clark af John Shea, i tv-serien Smallville af Michael Rosenbaum, og i DC Extended Universe af Jesse Eisenberg.

## Andre versioner
I den animerede film Justices League Crisis on Two Earths, sammenarbejder Justice League med en god version af Lex Luthor for at stoppe CSA (Crime Syndicate of America) som er onde dobbeltgengængere til Justice League medlemmerne fra en parallel verden

## Rygter
Rygter siger at Lex er en meteorfreak siden i afsnit 3 af sæson 3 af Smallville var der en dreng på Clark Kents skole som dræbte meteorfreaks og Lex var en af dem, men Clark reddede ham fra at blive dræbt. I afsnit 1 af sæson 1 af Smallville blev Lex næsten ramt af en meteor.